# Tania Cagnotto
Tania Cagnotto (* 15. Mai 1985 in Bozen, Südtirol) ist eine italienische Wasserspringerin. Sie ist Weltmeisterin, zweimalige olympische Medaillengewinnerin und 20-malige Europameisterin und mit 29 Medaillen (20 Goldmedaillen, 5 Silbermedaillen und 4 Bronzemedaillen) vor Dmitri Sautin die erfolgreichste Wasserspringerin bei Europameisterschaften. Ihr Vater Giorgio Cagnotto, von dem sie trainiert wird, und ihre Mutter Carmen Casteiner waren in den 1970er-Jahren zusammen mit Klaus Dibiasi die erfolgreichsten Turmspringer Italiens.

## Werdegang
Nachdem Cagnotto im italienischen Juniorenbereich sehr erfolgreich gewesen war, begann sie, ihren Fokus auf europäische Wettkämpfe zu legen. Bei den Europameisterschaften in Berlin gelang ihr 2002 mit dem Gewinn der Silbermedaille vom 10-Meter-Turm und Bronze im Synchronspringen mit Maria Marconi vom 3-Meter-Brett der Durchbruch. Im Jahr 2004 wurde sie Europameisterin vom 10-Meter-Turm bei den Meisterschaften in Madrid. Vom 1-Meter-Brett gewann sie die Bronzemedaille. Am 21. März 2008 bestätigte sie bei den Europameisterschaften in Eindhoven durch den Sieg vom 10-Meter-Turm ihre Goldmedaille in dieser Disziplin. Beim Synchronspringen vom Turm gewann sie die Bronzemedaille.
Sie ist die erfolgreichste Turmspringerin auf europäischer Ebene. Dabei gewann sie von 2009 bis 2016 achtmal hintereinander die Goldmedaille vom Synchron 3-Meter-Brett bei Europameisterschaften mit ihrer Partnerin Francesca Dallapé.
Bei den Weltmeisterschaften in Montreal 2005 gewann Cagnotto mit Bronze vom 3-Meter-Brett als erste italienische Springerin eine Medaille. Seitdem gewann sie bei jeden folgenden Weltmeisterschaften mindestens eine Medaille. So erreichte sie am 24. März 2007 bei den Weltmeisterschaften in Melbourne erneut den dritten Platz. Bei den Weltmeisterschaften in Barcelona 2013 verpasste sie vom 1-Meter-Brett die Goldmedaille um 0,10 Punkte, gewann aber Silber, wie auch vom 3-Meter-Brett mit Francesca Dallapé. Bei den Weltmeisterschaften in Kasan 2015 schließlich gewann sie vom 1-Meter-Brett ihre erste Goldmedaille bei Weltmeisterschaften.
Bei den Olympischen Spielen in Peking erreichte sie 2008 vom 3-Meter-Brett den fünften Platz. Mit 349,20 Gesamtpunkten stellte sie ihre Bestleistung auf, außerdem erhielt sie das erste Mal mehr als 80 Punkte für einen Sprung.
Bei den Olympischen Spielen in London belegte sie zweimal einen vierten Platz. Im Einzel beim Springen vom 3-Meter-Brett verfehlte sie mit 362,20 Punkten den dritten Platz um 0,20 Punkte. Dazu wurde sie im Synchronspringen vom 3-Meter-Brett mit Francesca Dallapé ebenfalls Vierte.
Bei den Olympischen Spielen 2016 in Rio de Janeiro gewann sie die Silbermedaille im 3-Meter-Brett-Synchronspringen (mit Francesca Dallapé) und die Bronzemedaille im 3-Meter-Brett-Einzelspringen, wobei sie mit 372,80 eine neue persönliche Bestleistung realisierte.

## Leben
Cagnotto heiratete 2016 ihren langjährigen Freund Stefano Parolin und wurde 2018 Mutter einer Tochter. Einen Comeback-Versuch musste sie 2020 wegen COVID-19 und einer weiteren Schwangerschaft abbrechen. Die zweite Tochter kam im März 2021 zur Welt.

## Weitere Resultate

### Olympische Spiele
- 8. Platz in Sydney (2000) vom 3-m-Brett
- 8. Platz in Athen (2004) vom 3-m-Brett
- 8. Platz in Athen (2004) vom 10-m-Turm
- 5. Platz in Peking (2008) vom 3-m-Brett
- 4. Platz in London (2012) vom 3-m-Brett beim Synchronspringen mit Francesca Dallapé
- 4. Platz in London (2012) vom 3-m-Brett
- 2. Platz in Rio (2016) vom 3-m-Brett beim Synchronspringen mit Francesca Dallapé
- 3. Platz in Rio (2016) vom 3-m-Brett

### Weltmeisterschaften
- 6. Platz in Fukuoka (2001) vom 3-m-Brett
- 11. Platz in Barcelona (2003) vom 10-m-Turm
- 4. Platz in Rom (2009) vom 1-m-Brett
- 6. Platz in Shanghai (2011) vom 3-m-Brett beim Synchronspringen mit Francesca Dallapé
- 9. Platz in Shanghai (2011) vom 3-m-Brett

### Europameisterschaften
- 6. Platz in Berlin (2002) vom 3-m-Brett
- 5. Platz in Madrid (2004) vom 3-m-Brett
- 5. Platz in Madrid (2004) vom 3-m-Brett beim Synchronspringen
- 4. Platz in Budapest (2006) vom 3-m-Brett
- 9. Platz in Budapest (2006) vom 10-m-Turm
- 6. Platz in Budapest (2010) vom 3-m-Brett

## Auszeichnungen
- Italiens Sportlerin des Jahres (La Gazzetta dello Sport): 2014, 2016